# Fortezza di Akershus
La Fortezza (o castello) di Akershus (Akershus slott og festning) è un castello, costruito per proteggere Oslo, tra la fine del XIII e l'inizio del XIV secolo. Fu anche una prigione fino alla Seconda guerra mondiale, durante la quale il castello fu utilizzato come luogo di detenzione di patrioti e membri della resistenza norvegese. Dopo la fine della guerra, ad Akershus furono giustiziati i 37 traditori.

## Storia
La costruzione della fortezza, compiuta in un anno, iniziò sotto il regno di Haakon V ovvero verso la fine del XIII secolo e l'inizio del XIV secolo. La fortezza godeva di una posizione strategica all'estremità del promontorio e resistette a numerosi assedi nel corso dei secoli. Re Cristiano IV (1588 - 1648) lo fece modernizzare e trasformare in un castello rinascimentale e residenza reale . Per oltre 650 anni, il complesso costituì un luogo di detenzione; in merito viene ricordato il maestro ladro Ole Høiland, che fuggì più volte da Akershus, la più famosa delle quali con una fuga nel 1839 .  Solo alla fine dei processi per tradimento del dopoguerra, nel 1950, Akershus cessò di essere una prigione . 

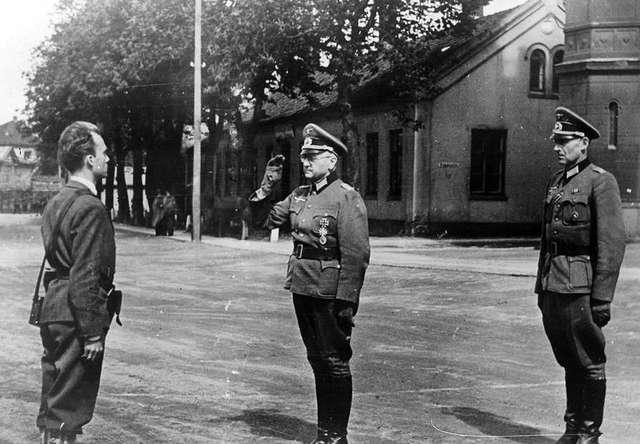
Resa dei tedeschi presso il membro della resistenza Terje Rollem (11 maggio 1945)

Durante la Seconda guerra mondiale, diversi membri della resistenza norvegese vennero uccisi nella fortezza. Le celle della "Torre delle Polveri del Principe Ereditario", parte della fortezza, furono utilizzate anche per imprigionare i patrioti norvegesi condannati a morte. I nazisti abbandonarono la fortezza l'11 maggio 1945, cedendola al membro della resistenza Terje Rollem e, nel dopoguerra, 8 dei 37 "traditori della patria" filo-nazisti condannati a morte vennero uccisi nella fortezza, tra cui Vidkun Quisling . La fortezza si trova in una posizione strategica sul lato orientale del porto, dominante rispetto al fronte del porto, ed è in effetti la principale attrattiva architettonica della città. Accanto al monumento alla memoria ai combattenti per la resistenza, giustiziati sul posto durante la seconda guerra mondiale, si trova il Museo Norvegese della Resistenza Norges Hjemmefront Museet. Nella fortezza sono stati sepolti anche diversi monarchi norvegesi, tra cui:

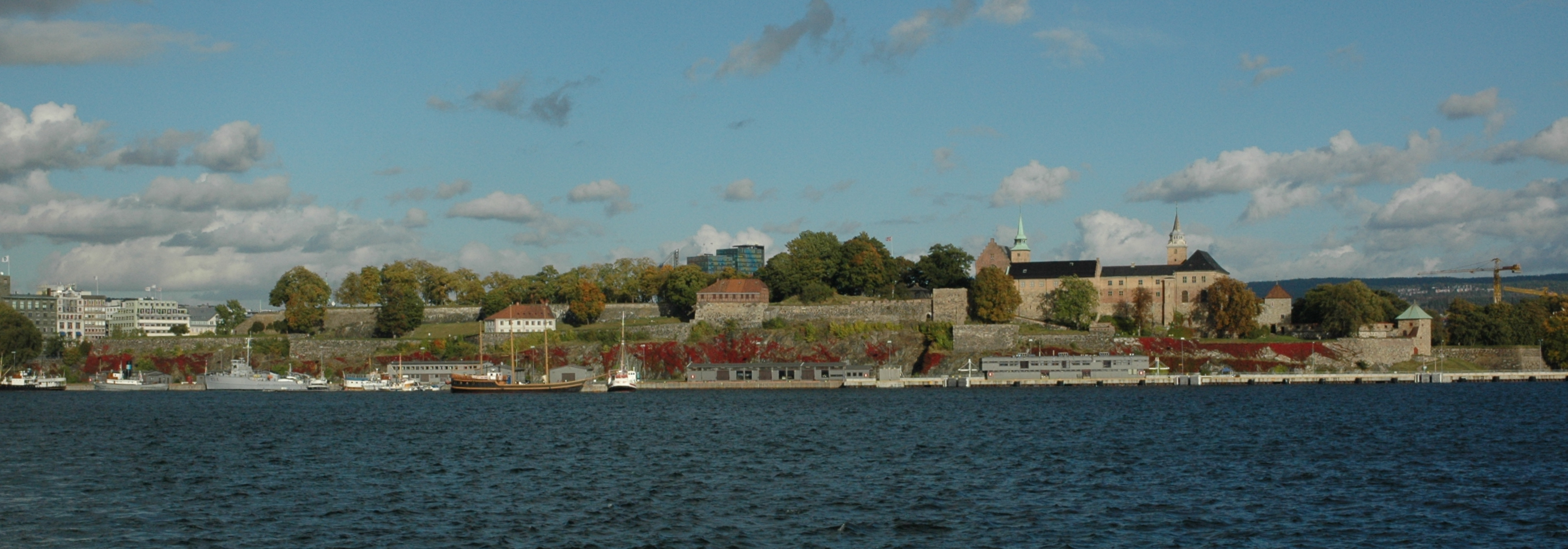
La Fortezza di Akershus vista da ovest.

- Haakon V
- Sigurd I
- Eufemia di Rugia
- Haakon VII e Maud del Galles
- Olav V e Marta di Svezia